# Castillo de Bauska
Castillo de Bauska (en letón: Bauskas Pils) Es un complejo que consta de las ruinas de un anterior castillo y un palacio más tarde en las afueras de la ciudad de Bauska en Letonia.
El impresionante castillo, cuyos restos fueron restaurados recientemente, se encuentra en la estrecha península en la confluencia de los ríos musa y Mēmele donde forman el río Lielupe. En la antigüedad, la colina fue el sitio donde se encontraba una antigua fortaleza.